# Suite pour deux pianos de Koechlin
La Suite op. 6 de Charles Koechlin est une suite pour deux pianos composée en 1896, publiée la même année par les Éditions Alphonse Leduc.

## Composition
Charles Koechlin compose sa Suite pour deux pianos op. 6 en 1896. Elle est publiée la même année par les Éditions Alphonse Leduc. Il s'agit de la seule partition originale du compositeur pour deux pianos : Le Portrait de Daisy Hamilton op. 140 et les Danses pour Ginger op. 163, inachevées, ont été réalisées pour deux pianos par les musicologues Robert Orledge et Otfrid Nies.
L'œuvre est créée le 1er mars 1937 par Mmes S. Lecointe et L. Amand à Paris, salle Chopin (rue Daru).

## Présentation
La Suite op. 6 de Koechlin est en quatre mouvements :
1. Andantino ;
2. Andantino con moto ;
3. Andantino con moto quasi allegro ;
4. Andantino quasi allegretto.

La durée d'exécution est d'environ 12 min.

## Analyse
Dans la Suite op. 6, Charles Koechlin « n'indique pas de titres : il n'a songé, en les écrivant, qu'à la musique ». Comme pour la Suite op. 19 pour piano à quatre mains, « la séduisante sonorité expressive et le charme de cette Suite exercent un envoûtement très spécifique ».

### Monographies
- Aude Caillet, Charles Koechlin : L'Art de la liberté, Anglet, Séguier, coll. « Carré Musique » (no 10), 2001, 214 p. (ISBN 2-84049-255-5).
- Robert Orledge, Charles Koechlin (1867-1950) His Life and Works, Harwood Academic Publishers, 1989, 457 p. (ISBN 3-7186-4898-9).